# 野呂整一
野呂 整一（のろ せいいち）は、日本の実業家。日本の実業家。元パイロットプレシジョン社長、元パイロット万年筆専務取締役。

## 経歴
高千穂高等商業学校第14回(現・高千穂大学)卒業。
並木製作所（のちのパイロットコーポレーション）に入社し、比島、磐谷各出張所主任を経て、1959年取締役総務部長、1960年ブラジル会社駐在代表取締役、
1962年常務となる。1966年ではパイロット機工（のちのパイロットプレシジョン）社長も兼任。
その後、1974年パイロット万年筆専務取締役に就任した。